# ロシア農業省
ロシア連邦農業省（ロシアれんぽうのうぎょうしょう、ロシア語: Министерство сельского хозяйства Российской Федерации、通称：Минсельхоз）は、ロシアの中央省庁のひとつ。ロシア連邦における農業行政、農業政策を担当している。

## 概要
農政の方向性としては、野生生物や水資源の維持、再生および使用に関する調査、研究に基づく、農業および農村における持続可能な発展を目指すとしている。
農業省は具体的には、ロシア連邦レベルでの農業生産、土壌保全、地方の農村開発、農業市場の規制、および農業部門の財政金融安定化などの諸施策に関する支援を担当している。また、行政機関の再編成により、農業省は獣医学と植物検疫監視部門も連邦レベルで監督している。
第2次ウラジーミル・プーチン内閣で農相に就任したエレーナ・スクルィーニクは、女性最初の農相として2009年から2012年まで在任した。現在の農相は、アレクサンドル・トカチョフである。
ロシア史上で最初に農政を担当した官庁は、帝政ロシア時代のロシア帝国国家資産省である。国家資産省は1837年に創設され、農業政策および地方問題を担当した。国家資産省の後
、農政を担当した官庁、行政機関は以下の通りである。
| ロシア帝国農業・国家資産省（1894年–1905年）                                           |
| ロシア帝国農業計画総局（1905年–1915年）                                               |
| ロシア帝国農業省（1915年–1917年）                                                     |
| ロシア臨時政府農業省（1917年）                                                        |
| ロシア・ソビエト連邦社会主義共和国農業人民委員部（1917年–1931年）                     |
| ソ連農業人民委員部（1929年–1946年）                                                   |
| ソ連穀物・畜産・国営農場人民委員部（穀物・畜産・ソフホーズ人民委員部、1932年–1946年） |
| ソ連調達人民委員部（1938年–1946年）                                                   |
| ソ連産業作物人民委員部（1945年–1946年）                                               |
| ソ連農業省（1946年–1947年）                                                           |
| ソ連調達省（1946年–1953年、1953年–1956年、1969年–1985年）                             |
| ソ連産業作物省（1946年–1947年）                                                       |
| ソ連畜産省（1946年–1947年）                                                           |
| ソ連農業省（1947年–1953年）                                                           |
| ソ連国営農場省（ソ連ソフホーズ省、1947年–1953年、1953年–1957年）                      |
| ソ連綿花省（1950年–1953年）                                                           |
| ソ連農業・調達省（1953年）                                                            |
| ソ連農業省（1953年–1985年）                                                           |
| ソ連穀物生産省（1956年–1958年、1985年–1989年）                                        |
| ソ連国家穀物生産委員会（1958年–1961年）                                               |
| ソ連国家調達委員会（1961年–1969年）                                                   |
| ソ連果実・野菜省（1980年–1985年）                                                     |
| 国家農工委員会（ゴスアグロプロム、1985年–1989年）                                     |
| ソ連農業食糧省（1991年）                                                              |
| ロシア共和国農業食糧省（1990年–1991年）                                               |
| ロシア共和国農業省（1991年）                                                          |
| ロシア連邦農業省（1991年–1992年、1994年）                                             |
| ロシア連邦農業食糧省（1992年–1993年、1994年–2000年）                                  |

## 組織

### 次官
- 第一次官　イーゴリ・マニロフ[4]
- 次官兼国家書記（官房長）アレクサンドル・ペトリコフ
- 次官　オレグ・アルドシン、セルゲイ・レヴィン、パーヴェル・セミョーノフ、アレクサンドル・チェルノゴロフ、イリヤ・シェスタコフ、ドミトリー・ユリエフ

### 中央部局
ロシア連邦農業省には、本省に以下の部局（Департамент）が設置されている。
- 農業食糧市場規制・漁業・食品加工業局
- 行政管理・組織局
- 農村開発・社会政策局
- 公務員・人事政策局
- 科学技術政策・教育局
- 法務・支援局
- 土地政策・不動産関係・国有財産局
- 金融・財政政策局
- 経済・分析局
- 工場・化学・植物保護局
- 干拓局
- 畜産・繁殖局
- 獣医学局
- 国際協力局

### 外局
- 連邦獣医植物検疫監督庁（ロッセリホスナズドゾル）
- 連邦漁業庁（ロスリュボロフストヴォ）

## 歴代大臣
| 代   | 肖像                              | 氏名                           | 内閣 | 在任期間                        | 備考                                       |
| ---- | --------------------------------- | ------------------------------ | --- | ------------------------------- | ------------------------------------------ |
| 1    |                                   | ヴィクトル・フルイストン       | ボリス・エリツィン内閣 ヴィクトル・チェルノムイルジン内閣                                                                                     | 1991年11月15日 - 1994年10月27日 |                                            |
| 2    |                                   | アレクサンドル・ナザルチュク   | ヴィクトル・チェルノムイルジン内閣 | 1994年10月27日 - 1996年1月12日  | アルタイ地方立法議会議長                   |
| 3    |                                   | アレクサンドル・ザヴェリューハ | ヴィクトル・チェルノムイルジン内閣 | 1996年1月12日 - 1996年3月14日   | ロシア連邦副首相 下院議員                  |
| 4    |                                   | ヴィクトル・フルイストン       | ヴィクトル・チェルノムイルジン内閣 セルゲイ・キリエンコ内閣                                                                                   | 1996年5月14日 - 1998年4月30日   |                                            |
| 5    |                                   | ヴィクトル・セミョーノフ       | セルゲイ・キリエンコ内閣 ヴィクトル・チェルノムイルジン内閣 エフゲニー・プリマコフ内閣                                                        | 1998年4月30日 - 1999年5月25日   |                                            |
| 6    |                                   | ウラジーミル・シチェルバク     | セルゲイ・ステパーシン内閣 第1次ウラジーミル・プーチン内閣                                                                                    | 1999年5月26日 - 2000年5月7日    |                                            |
| 7    |                                   | アレクセイ・ゴルデーエフ       | 第1次ウラジーミル・プーチン内閣 ミハイル・カシヤノフ内閣 第1次ミハイル・フラトコフ内閣 第2次ミハイル・フラトコフ内閣 ヴィクトル・ズプコフ内閣 | 1999年8月19日 - 2009年2月26日   | ロシア連邦副首相を兼務。2009年ペンザ州知事 |
| 8    |                                   | エレーナ・スクルィーニク       | 第2次ウラジーミル・プーチン内閣 | 2009年3月12日 - 2012年5月21日   |                                            |
| 9    |                                   | ニコライ・フョードロフ         | 第1次ドミートリー・メドヴェージェフ内閣 | 2012年5月21日 - 2015年4月22日   |                                            |
| 10   |                                   | アレクサンドル・トカチョフ     | 第1次ドミートリー・メドヴェージェフ内閣 | 2015年4月22日 - 2018年5月7日    |                                            |
| 11   |                                   | ドミトリー・パトルシェフ       | 第2次ドミートリー・メドヴェージェフ内閣 第1次ミハイル・ミシュスティン内閣                                                                     | 2018年5月18日 - 2024年5月7日    |                                            |
| 代行 | 第2次ミハイル・ミシュスティン内閣 | ドミトリー・パトルシェフ       | 2024年5月7日 - 2024年5月14日 |                                 |                                            |
| 12   |                                   | オクサナ・ルート               | 第2次ミハイル・ミシュスティン内閣 | 2024年5月14日 - 現職            |                                            |